# Wielomiany trygonometryczne
Wielomiany trygonometryczne – klasa funkcji rzeczywisto-rzeczywistych bądź rzeczywisto-zespolonych, mająca szczególne znaczenie w analizie numerycznej oraz analizie fourierowskiej.

## Definicja
Rzeczywistym wielomianem trygonometrycznym stopnia {\displaystyle n} nazywamy każdą funkcję postaci:
{\displaystyle t_{n}(x)=\sum _{j=0}^{n}(\alpha _{j}\cos jx+\beta _{j}\sin jx),} gdzie {\displaystyle n\in \mathbb {N} \cup \{0\},\alpha _{j},\beta _{j}\in \mathbb {R} ,j\in \{0,\dots ,n\}.}

Analogicznie, zespolonym wielomianem trygonometrycznym stopnia {\displaystyle n} nazywamy każdą funkcję postaci:
{\displaystyle T_{n}(x)=\sum _{j=0}^{n}(\alpha _{j}\cos jx+\mathrm {i} \beta _{j}\sin jx),} gdzie {\displaystyle n\in \mathbb {N} \cup \{0\},\alpha _{j},\beta _{j}\in \mathbb {R} ,j\in \{0,\dots ,n\}.}

## Zastosowanie
O wielomianach trygonometrycznych mówi twierdzenie:

Każda funkcja {\displaystyle f\colon \mathbb {R} \longrightarrow \mathbb {R} } ciągła i okresowa, o okresie {\displaystyle 2\pi ,} jest jednostajną granicą pewnego ciągu wielomianów trygonometrycznych.